# Абсолют (философия)
Абсолю́т, абсолю́тное (лат. absolutus — безусловный, неограниченный, безотносительный, совершенный) — первооснова мира, первоначало всего Сущего, вечное и неизменное, которое понимается единым, всеобщим, безначальным, бесконечным и в свою очередь противостоит всякому относительному и обусловленному Бытию.
В качестве синонимов абсолюта приводятся: абсолютный дух, абсолютная идея, Беспредельность, Абсолютный Разум, Мудрость, абсолютное сознание и абсолютное бытие.

## Основные сведения
Термин впервые появился в древнеримской философии, но получил широкое распространение только в XVIII веке благодаря Мозесу Мендельсону и Фридриху Генриху Якоби, которые им обозначали категорию «Бога, или Природы» в пантеистической философии Бенедикта Спинозы. Вечная неизменная первооснова мира, первоначало всего Сущего, которое мыслится единым, всеобщим, безначальным, бесконечным и противостоит всякому относительному и обусловленному Бытию. Абсолют является результатом обобщения всех понятий. Абсолютное противопоставляется относительному (или релятивному) — условному, зависящему от тех или иных условий, преходящему, временному. В древнегреческой философии абсолютное истолковывалось как сторона совершенства, завершённости, самодостаточности и выражалось понятиями «по природе», «само по себе», «в чистом виде»; ему противопоставлялось относительное как зависящее от другого или относящееся к другому.

## Понятие в философии
Для Пифагора абсолют — это Единица; для Платона и Плотина — Единое или Благо; у Аристотеля — «Перводвигатель»; Конфуций понимал под абсолютом — Поднебесную; Шанкара — Брахмана; Иоганн Готлиб Фихте — абсолютное «Я»; Лао Цзы — Дао (чистое небытие, естественный порядок всех вещей); Георг Фридрих Вильгельм Гегель — абсолютную идею;  Владимир Соловьёв —Всеединство (Абсолют — абсолютно конкретное начало, подобное в своей конкретности неповторимой и цельной человеческой личности, а потому являющееся абсолютной личностью. Все мировое бытие существует только в той степени, в какой оно принадлежит Абсолюту, входит в его конкретность).
Особенно широко термин «абсолютное» использовался в средневековой философии, причём в разных смыслах. Под абсолютным понималось, в частности: свободное от материальных условий, от случайности; приложимое ко всякому бытию; необусловленное; не связанное с какими-то причинами; свободное от умственных ограничений.
В современной философии многозначность абсолютного сохранилась. Абсолютное может означать совершенное, завершённое, универсальное, необусловленное, свободное от ограничений, а также невыразимое, необъемлемое мыслью, строгое, буквальное, безоговорочное, не являющееся символическим или метафорическим. Например: «абсолютная истина», «абсолютное пространство», «абсолютное Я», «абсолютная необусловленность», «абсолютная обусловленность» и т. п.

## Понятие в религии
В монотеистических религиях понятие Абсолюта соотносится с представлениями о Боге. Так, в иудаизме это Элокейну (в каббале — Эйн соф), в христианстве — Бог Отец, в исламе — Аллах.
В индийских (дхармических) религиях: индуизм — Брахман или Кришна или Вишну (в разных течениях), буддизм — Ади-Будда или Пустота,  даосизм — Дао.
В других религиях: зороастризм — Ахура Мазда, зурванизм — Зурван, тенгрианство — Тенгри, религия полинезийцев и микронезийцев — Тангароа, религия маори — Ио, религия капауку — Угатаме.
Российский религиовед Жиртуева Н. С. считает, что понятие Абсолют может быть корректно использовано для обозначения религиозного объекта поклонения в любых, в том числе нетеистических, религиях.